# Griffon Nivernais
Griffon Nivernais là một giống chó thuộc loại scenthound, có nguồn gốc ở nước Pháp, và là con chó săn đa năng, được sử dụng để săn các động vật nhỏ hoặc lớn. Giống chó ngày nay là một sự tái thiết của một loại chó cổ từ vùng Nivernais.

## Ngoại hình
Griffon Nivernais có kích thước trung bình, cao từ 55–60 cm ở các vai, với bộ lông thô (xù) đặc biệt, tai dài gập, và đuôi dài. Cơ thể dài hơn hầu hết những con chó săn của Pháp.
Màu sắc của bộ lông lốm đốm, màu xám sáng, màu agouti. Có những sợi lông trắng lưa thưa, có thể có những đốm trắng trên ngực

## Lịch sử
Griffon Nivernais à một giống chó được nuôi bởi các quý tộc Pháp sau Cách mạng Pháp. Loài này được tái tạo vào năm 1925, bởi một số thợ săn ở Morvan. Những con chó ban đầu được sử dụng để săn những con sói và lợn rừng trong thế kỷ thứ mười bốn, và lớn hơn nhiều so với giống chó hiện đại. Việc tái tạo giống được thực hiện dựa trên Grand Griffon Vendéen. Một số giống khác như Otterhound và Chó săn cáo Anh Quốc
Loài này có khứu giác phát triển tốt, phù hợp với việc săn bắn ở nhiều địa hình khác nhau. Griffon Nivernais đã được xuất khẩu sang các nước khác, nơi chúng được quảng cáo như một giống hiếm cho những người tìm kiếm một con vật cưng độc đáo.

## Sức khỏe và tập tính
Không có vấn đề sức khỏe bất thường hoặc ghi nhận sức khỏe cho giống chó này. Tính chất lý tưởng của giống chó này được mô tả trong tiêu chuẩn giống như là can đảm, bướng bỉnh và độc lập. Tính khí của từng con chó có thể thay đổi.